# Vestitecola haitensis
Vestitecola haitensis – gatunek kosarza z podrzędu Laniatores i rodziny Biantidae. Jedyny znany przedstawiciel monotypowego rodzaju Vestitecola.

## Występowanie
Gatunek jest endemiczny dla wyspy Haiti.